# Konrad der Pfaffe

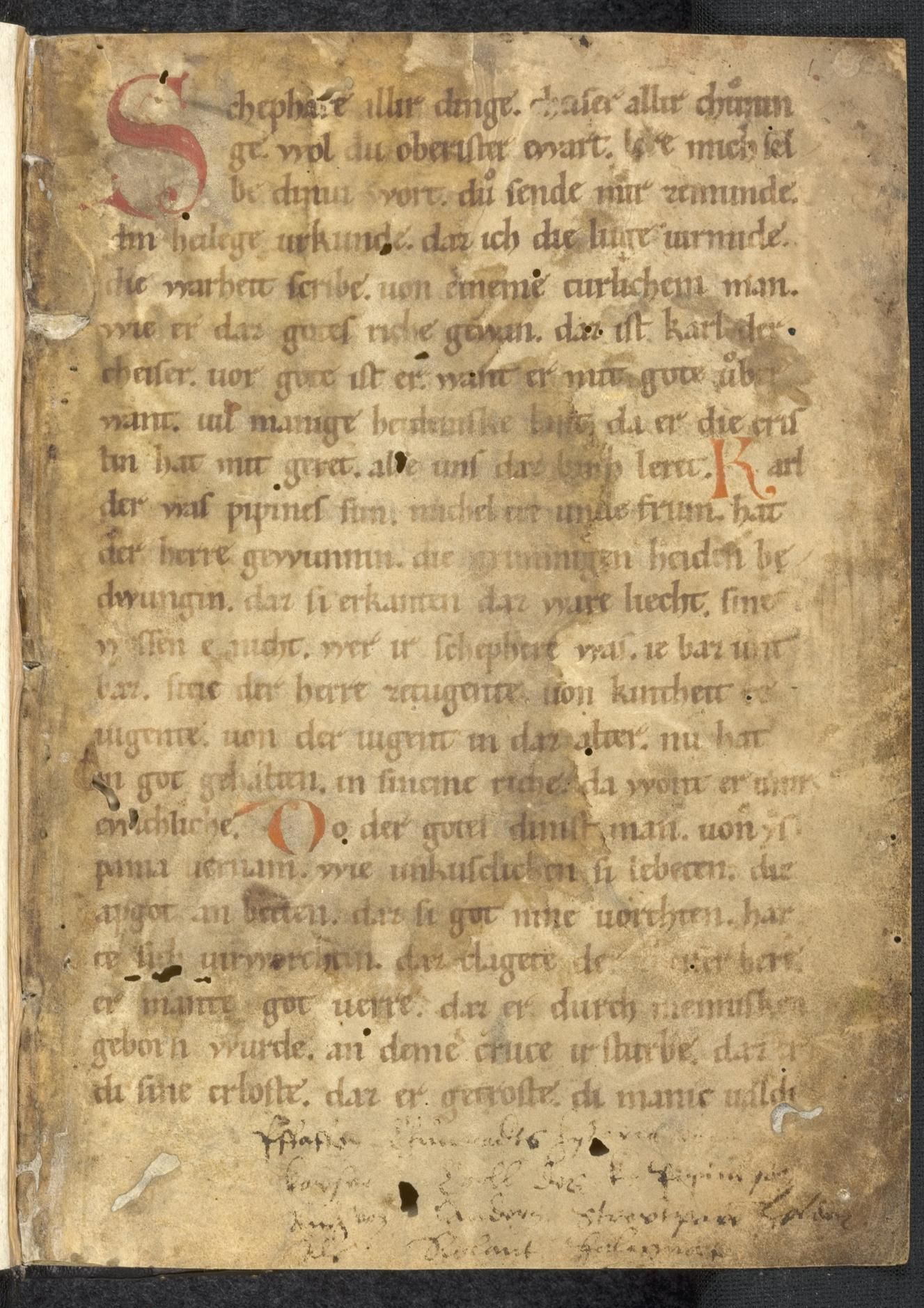
Een pagina uit het 'Rolandslied'

Konrad der Pfaffe was een Middelhoogduits dichter die actief was halverwege de 12e eeuw. Hij is bekend gebleven als de vertaler van het Roelantslied, het oorspronkelijke Chanson de Roland. Hij vertaalde dit werk eerst uit het Frans in het Latijn en vanuit die Latijnse versie naar het Duits.
Over het leven van Konrad is weinig bekend. Hij omschreef zichzelf in de epiloog van zijn werk als 'der Pfaffe Kuonrat', waaruit zou blijken dat hij priester was. Onbekend is echter of hij dit ambt ook daadwerkelijk heeft vervuld.
Er heerst onduidelijkheid over de vraag wie zijn opdrachtgever was. Lang werd aangenomen dat dat de Saksische hertog Hendrik de Leeuw was. In dat geval zou het werk zijn ontstaan tussen 1173 en 1177. Tegenwoordig wordt er echter van uitgegaan dat het ging om Hendrik de Trotse, die de vader was van Hendrik de Leeuw. In dat geval moet het werk eerder worden gedateerd, mogelijk omstreeks 1131. Het werd geschreven in Beieren, gezien de vermelding van vele Beierse (plaats)namen. Konrad gaf zelf aan dat hij het werk had vertaald 'zonder toevoegingen of weglatingen'. Er zijn overigens wel verschillen aan te duiden met de oorspronkelijke Franse versie, maar dat zou te verklaren zijn uit het feit dat er destijds al vele versies van het verhaal in omloop waren. Konrads werk is een berijmde versie met vier heffingen per regel. Het werk wordt gerekend tot de voorhoofse epiek.